# Matthew (schip)
De Matthew was een karveel, die werd gevaren door John Cabot. Hij vertrok uit Bristol op 2 mei 1497 en kwam  op 24 juni 1497 aan op Newfoundland, Noord-Amerika. Hij verbleef er ongeveer een maand en op 6 augustus 1497 was hij terug in Bristol. Er zijn twee moderne replica's, één in Bristol, Engeland (bouwjaar 1994-1996) en één in Bonavista, Newfoundland (bouwjaar 1997-1998).

## Historische informatie
Tot 1956 ontbrak het ons aan tastbare documentatie over de Matthew. Zelfs de naam wordt in twijfel getrokken. Sommige auteurs suggereren dat het eigenlijk de Mattea werd genoemd, naar de vrouw van Cabot. De enige info over het schip was, het was een klein schip met ongeveer 18 man aan boord. De ontdekking van een brief van een koopman uit Bristol genaamd John Day, geschreven in 1497 vertelt ons meer, hij had voor zijn reis slechts één schip van vijftig 'toneles' en twintig mannen en voedsel voor zeven of acht maanden. De ouderdom van het schip is ook onzeker. De naam Matthew komt niet voor in de douanerekeningen van 1492/3, dus het was ofwel vrij nieuw of een ouder omgedoopt schip of een buitenlands schip. Er is gesuggereerd dat het waarschijnlijk een gewoon koopvaardijschip uit Bristol was dat voor de gelegenheid was gehuurd. De naam Matthew verschijnt in documenten in 1503/04 en 1510/11, maar in een onderzoek uit 1513 wordt verwezen naar een nieuwe Matthew. Later verdwijnt het woord nieuwe, wat suggereert dat Cabot's Matthew niet meer bestond.

## Replica's
Ter herdenking voor de ontdekkingsreis van John Cabot werden er 500 jaar later twee replica's gebouwd. De ene bevindt zich in het M Shed museum in Bristol, de andere ligt in de haven van Bonavista, Newfoundland.